# Ikesjaure
Ikesjaure (aktuell lulesamisk stavning Ikkesjávrre) är en sjö i Arjeplogs kommun i Lappland som ingår i Skellefteälvens huvudavrinningsområde. Sjön är 108 meter djup, har en yta på 16,3 kvadratkilometer och befinner sig 746,2 meter över havet. Ikesjaure ligger i Sulitelma Natura 2000-område. Sjön avvattnas av Skellefteälven.
Ikesjaure ligger nära den norska gränsen. Sjön ligger mellan fjällmassiven Årjep Sávllo (Årjep Saulo) och Stuor-Jiervas (Stuor Jervas) och avvattnas genom bäcken Iggesjåhkå som via Seldutjåhkå (Seldutjåkkå, Sieldut-jåkkå) rinner ut i Skellefte älvs sjösystem. Ikesjaure sägs ha den svenska fjällvärldens längsta sandstrand.

## Delavrinningsområde
Ikesjaure ingår i delavrinningsområde (741713-151307) som SMHI kallar för Utloppet av Ikesjaure. Medelhöjden är 940 meter över havet och ytan är 75,18 kvadratkilometer. Räknas de 4 avrinningsområdena uppströms in blir den ackumulerade arean 122,69 kvadratkilometer. Avrinningsområdets utflöde Skellefteälven mynnar i havet. Avrinningsområdet består mestadels av kalfjäll (72 procent). Avrinningsområdet har 16,47 kvadratkilometer vattenytor vilket ger det en sjöprocent på 21,9 procent. Delavrinningsområdet täcks till 0,17 procent av glaciärer, med en yta av 0,1275 kvadratkilometer.